# Inverzní morfologie
Inverzní morfologie je v některých jazycích vlastnost slovesa zaměnit podmět a předmět v rámci shody vyjádřené polypersonálním sufixem.
Použití inverzní morfologie (někdy se v této souvislosti mluví o vidu nebo slovesném rodě) je zpravidla obligatorní, je-li předmět prominentnější než podmět na stupnici, která je jazykově specifická (např. v algonkinských jazycích jde o gramatickou kategorii osoby, pořadí je 2 > 1 > 3). Vyskytuje se v některých polysyntetických jazycích jako kríjština, kečuánština nebo mapudungun.
Například v kríjštině ve slově ni-wi:cih-a:-na:n-ak poslední dva sufixy vyjadřují 1. a 3. osobu plurálu a -a: je přímý mód. Věta znamená „pomáháme jim“. Pokud se místo -a: použije inverzní mód -iko, tedy ni-wi:cih-iko-na:n-ak, význam je „pomáhají nám“.
V jazycích tohoto typu neexistuje explicitní vyjádření rozdílu mezi podmětem a předmětem na úrovni morfologie nebo syntaxe, místo toho jsou tyto gramatické funkce vyjádřeny implicitně shodou vyjádřenou slovesnými sufixy.
Protokečuánština měla inverzní morfologii před bližším kontaktem s ajmarštinou a dodnes ji některé dialkty v určitých konstrukcích mají. Například mika-na:-šu-nqa-yki znamená „abys dostal hlad“. -yki vyjadřuje druhou osobu podmětu, v kombinaci se -šu ale druhou osobu předmětu. -na: je kauzativní sufix.